# ヘンリー・F・リピット
ヘンリー・フレデリック・リピット（Henry Frederick Lippitt、1856年10月12日 - 1933年12月28日）は、アメリカ合衆国の政治家。
ロードアイランド州プロビデンスで生まれる。私立学校に通い、1878年にブラウン大学を卒業し、綿繊維製造業に従事した。
ポータケットのSlater Trust Company やいくつかの工場保険会社の理事、プロビデンスの貯蓄銀行副頭取であった。
1888年から1889年まで、大佐としてロードアイランド州知事のスタッフ、後にニューイングランド綿工業協会（現国立繊維協会）会長を務めた。
共和党に所属し、ロードアイランド州から合衆国上院議員（1917年3月4日 - 1911年3月4日）に選出された。1916年に再選を目指したが、落選した。議員時代、農務省（第62議会）で歳出委員会委員長を務めた。
引退後、再び繊維産業に積極的に関わり、ポータケットの Manville-Jenckes tire fabric company の取締役会会長を務めた。
Squantum Association、Hope Club の会員であった。 1892年、アメリカ革命の息子達ロードアイランド州支部に参加した。
プロビデンスで死去し、スワンポイント墓地に埋葬された。

## 家族
父ヘンリー・リピット、兄チャールズ・リピットともに政治家で、ジョン・チェイフィーの大叔父、リンカーン・チェイフィーの曾祖叔父にあたる。4人ともロードアイランド州知事を務めた。
1881年、ロードアイランド州の繊維製造業で有名なボウエン家のメアリー・ルイーズ・ボウエン（1859年12月19日 - 1910年11月30日）と結婚し、ジョン・ボーエン・リピット（1902年生）という息子がいた。
メアリーの死後の1915年、前ファースト・レディヘレン・ヘロン・タフトの姉妹ルーシー・ヘロン・ラフリン（1877年11月8日 - 1961年7月27日）と再婚した。フレデリック・リピットとメアリー・アン・リピットの2人の子供がいた。